# Adolf Brehmer

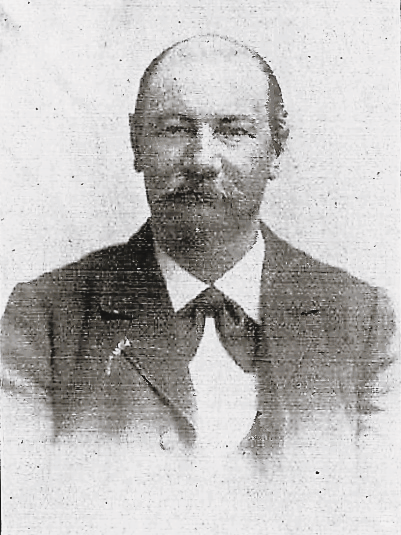
Wortführer des Bürgerausschusses

Adolf Brehmer (* 6. Juni 1840 in Lübeck; † 28. September 1904 ebenda) war ein deutscher Rechtsanwalt und Politiker.

## Leben

### Herkunft
Adolf Brehmer war der Sohn des Lübecker Bürgermeisters Heinrich Brehmer und Bruder des Bürgermeisters Wilhelm Brehmer.

### Laufbahn
Sein nach dem Abitur am Katharineum zu Lübeck 1860 begonnenes Studium der Rechtswissenschaften in Tübingen, Berlin und Göttingen schloss er mit der Promotion zum Dr. jur. ab. Brehmer wurde in Tübingen Mitglied des Corps Rhenania Tübingen. Er ließ sich als Rechtsanwalt und Notar in seiner Heimatstadt nieder und wurde 1875 Mitglied der Lübecker Bürgerschaft und deren bewährter Wortführer über Jahre. Bei der Reichstagswahl 1890 kandidierte er für die Nationalliberale Partei im Reichstagswahlkreis Hansestadt Lübeck und scheiterte nur knapp in der Stichwahl. Brehmer war der Initiator der Lübecker Gewerbekammer, die neben der Handelskammer bestand und war über viele Jahre deren Konsulent. Brehmer, der 1878 das Haus des verstorbenen Senators Tegtmeyer in der Roeckstraße gekauft hatte, gründete in der Lübecker Vorstadt St. Gertrud 1889 den St. Gertrud-Verein, der die rasante Entwicklung dieser Vorstadt rund um den Lübecker Stadtpark ideell und mit erheblichen Spendenmitteln begleitete. Er war 1892–1895 Direktor der Gesellschaft zur Beförderung gemeinnütziger Tätigkeit in Lübeck.

### Familie
Seine Tochter Magdalena, die Mutter der Weberin Alen Müller-Hellwig, war das Vorbild für die literarische Figur der Magdalena Vermehren in Thomas Manns Erzählung Tonio Kröger.

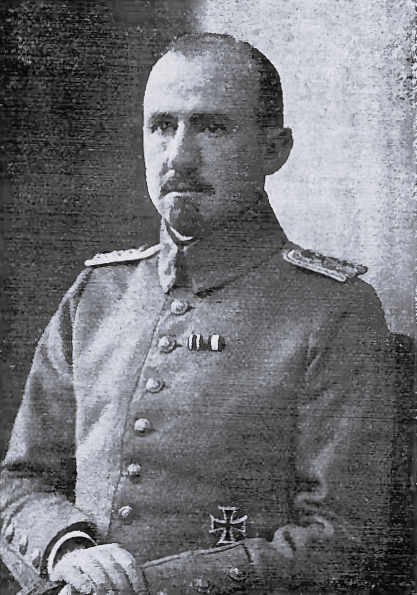

Sein Sohn Paul wurde am 11. März 1880 geboren, besuchte das Katharineum und studierte Jura in Tübingen – wo er im 122ten diente – Leipzig und Kiel. Nach seinem Referendariat in Lübeck ließ er sich dort als Rechtsanwalt nieder. Er war mit einer Tochter des Kaufmannes Heinrich Sievers, dessen Familie Inhaber der Großhandlung H. H. Kahl & Sohn für Eisen- und Kurzwaren in der sechsten Generation war, verheiratet Wenige Monate vor der Mobilmachung bezogen er und ein Verwandter, Hermann Brehmer, ihre Geschäftsstelle im Hause der Gebrüder Borchers.
Am 2. August 1914 zog er als Leutnant der Reserve ins Feld. Im gleichen Monat erhielt er in Nordfrankreich einen Beinschuss und im Sommer 1916 an der Somme einen Schuss quer durch den Hals. Nach vierwöchigem Garnisonsdienst zog er mit einer Maschinengewehr-Scharfschützenkompanie wieder hinaus. Am Gründonnerstag fiel er, inzwischen Hauptmann, an der Spitze seiner Kompanie.
Auf dem heimischen Ehrenfriedhof steht sein von Fritz Behn erschaffener Ehrenhain. Diesem wurde der Name seines im Zweiten Weltkrieg gefallenen 1917 geborenen Sohnes hinzugefügt.